# Casamarciano
Casamarciano é uma comuna italiana da região da Campania, província de Nápoles, com cerca de 3.283 habitantes. Estende-se por uma área de 6 km², tendo uma densidade populacional de 547 hab/km². Faz fronteira com Avella (AV), Cimitile, Comiziano, Nola, Tufino, Visciano.

## Demografia
| Variação demográfica do município entre 1861 e 2011                               |
|                                                                                   |
| Fonte: Istituto Nazionale di Statistica (ISTAT) - Elaboração gráfica da Wikipedia |